# Diaemus youngi
O Morcego-vampiro-de-asa-branca (Diaemus youngii) é um morcego hematófago que se alimenta preferencialmente do sangue de aves. A pelagem é parda amarelada e a dorsal é mais escura que a ventral. O focinho é alongado, a língua comprida com numerosas papilas na extremidade distal; os dentes molares são finos e alongados e a cauda é curta perfurando dorsalmente a membrana interfemural. A espécie foi originalmente descrita como Desmodus Youngii, sendo "youngii" portanto a grafia correta do nome específico.

## Distribuição geográfica
A distribuição dessa espécie é ampla, com ocorrências do nordeste do México, passando pela América Central e chegando à América do sul, da bacia Amazônica até o norte da Argentina.
Ao contrário de Desmodus rotundus, que é uma espécie bastante abundante e comum, D. youngii independentemente de sua ampla distribuição, é localmente rara e há uma deficiência de dados populacionais, biológicos e ecológicos.
Na literatura são encontrados registros de D. youngii para 13 dos 26 estados brasileiros.

## Características físicas
Possuem como características diagnósticas que as distinguem das outras famílias de morcegos neotropicais, apêndice nasal rudimentar, de estrutura discóide em forma de ferradura.
É um morcego de porte médio, com peso variando entre 30 e 38 g e antebraço com 50-55 mm de comprimento. Assemelha-se a D. rotundus, mas pode ser distinguida facilmente das outras espécies de morcego-vampiros devido a ausência de calcar e cauda evidente.
O dedo polegar de D. youngii tem uma única almofada, enquanto D. rotundus tem duas. Em D. youngii, ambos os sexos possuem glândulas localizadas bilateralmente dentro da boca, que só são vistas quando o morcego está incomodado, e emitem odor ofensivo. As pontas das asas e orelhas são brancas, assim como a membrana entre a segundo e terceiro dedos.

## Alimentação
Alimenta-se de sangue fresco e parece ter preferência por sangue de aves, embora em cativeiro alimente-se de sangue bovino. Diferenças no comportamento alimentar relacionas a seleção de presas arbóreas e terrestres reduz a competição em localidades onde D. rotundus e D. youngi coexistem.

## Comportamento
Vive em colônias com até 30 indivíduos e apresenta comportamento de domínio-hierarquia com displays e padrões de comportamento não relatados para outras espécies de morcegos.

## Habitat
É uma espécie que habita cavernas e ocos de árvores, ocorrendo em todos os biomas brasileiros.

## Diversificação Agropecuária
Devido a sua semelhança com D. rotundus, a espécie é negativamente afetada por atividades de controle de vampiros. O vírus rábico já foi isolado no Brasil em indivíduos de D. youngii, mas relatos de raiva humana e raiva causada por morcegos são relacionadas a atividade de Desmodus rotundus.
Diaemus youngi não se encontra na lista das espécies ameaçadas para o território nacional, de acordo com dados do IBAMA (2003), e também não consta da lista da IUCN (2003). No entanto, é considerada ameaçada no estado do Paraná.